# Drymocallis halacsyana
Drymocallis halacsyana är en rosväxtart som först beskrevs av Árpád von Degen, och fick sitt nu gällande namn av Arto Kurtto och Arne Strid 2003. Drymocallis halacsyana ingår i släktet trollsmultronsläktet, och familjen rosväxter. Inga underarter finns listade i Catalogue of Life.